# René Favaloro

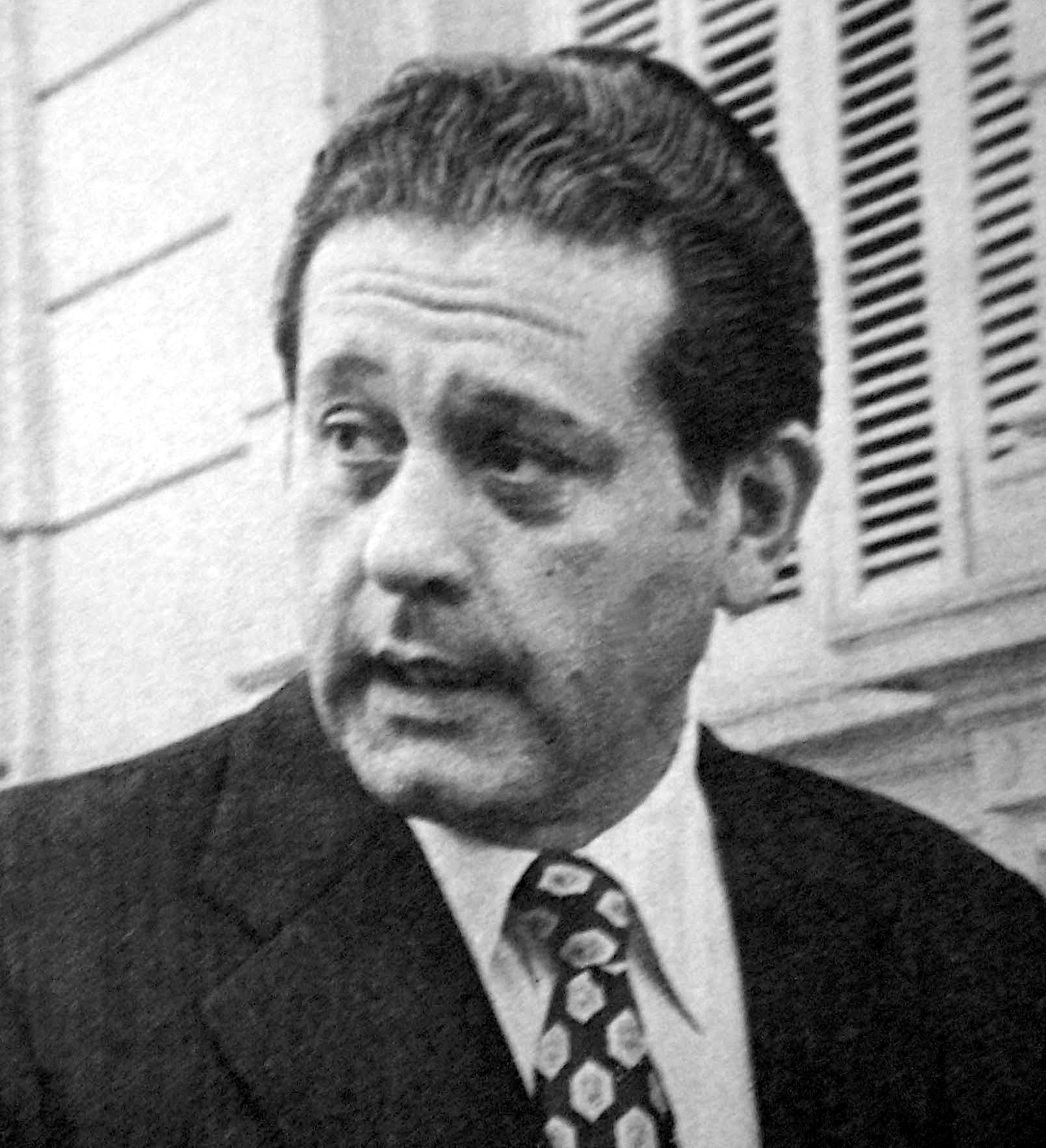
René G. Favaloro

René Gerónimo Favaloro (* 14. Juli 1923 in La Plata; † 29. Juli 2000 in Buenos Aires) war ein argentinischer Erfinder, Pädagoge und Herzchirurg, der dafür bekannt ist, 1967 einen Koronarbypass unter Verwendung der Vena saphena magna entwickelt zu haben (1960 hatte Robert Goetz dazu die Arteria mammaria interna verwendet).

## Leben
Der Sohn eines Zimmermanns und einer Schneiderin aus der argentinischen Provinz arbeitete zehn Jahre lang in verschiedenen amerikanischen Einrichtungen, darunter auch in der Cleveland Clinic, wo er sich auf die Thoraxchirurgie spezialisierte.
In der Cleveland Clinic führte er im Mai 1967 bei einem 51-jährigen Patienten eine erfolgreiche Bypass-Operation am Herzen mit einer frei transplantierten Beinvene durch. Im Jahr darauf berichtete er bereits über 150, 1970 über 1000 dieser Operationen.
Später kehrte Favaloro in sein Heimatland zurück, wo er unter seinem Namen eine kardiologisch-chirurgische Stiftung aufbaute. Aufgrund der im Jahr 1998 auftretenden wirtschaftlichen Krise verschuldete sich die Stiftung mit mehr als 18 Millionen US-Dollar, woraufhin sich Favaloro im Alter von 77 Jahren erschoss. Seine Ehefrau Maria A. Delgado war 1998 verstorben. Die Ehe war kinderlos geblieben.

## Ehrungen
- 1987: Gairdner Foundation International Award
- 1998: Prinz-Mahidol-Preis[6]
- 2006: Der Asteroid (5077) Favaloro wurde nach ihm benannt.